# Forlì
Forlì (lat. Forum Livii) je općina i grad u Italiji, u administrativnoj regiji Emilia-Romagna. Forlì je središte pokrajine Forlì-Cesena, ima 116.034 stanovnika (2008.).  
Grad je poznat kao rodno mjesto velikog slikara Melozzo da Forlìja, povjesničara Flavia Bionda, i poznatih liječnika Geronimo Mercurialija i Giovanni Battista Morgagniija. U blizini grad rođen je i fašistički vođa Benito Mussolini, te njegova kći Edda i sin Romano. 
U gradu je rođen i Ilario Bandini, koji je u grad 1946.g. osnovao tvrtku Bandini Automobili.

## Vanjske poveznice

### Ostali projekti
|  | Zajednički poslužitelj ima još gradiva o temi Forlì |